# Syngatha
Syngatha là một chi bướm đêm thuộc họ Noctuidae.